# Görlitz
Görlitz  (Zhorjelc in sorabo, Zgorzelec in polacco, Zhořelec in ceco) è una città tedesca di 56 574 abitanti, situata nello stato federale della Sassonia.
Dal 1945 la città è tagliata in due dal confine tra la Germania e la Polonia, meglio noto come Linea Oder-Neiße, che separa la parte tedesca Görlitz di questa città dalla parte che diventò polacca (Zgorzelec). Data la sua vicinanza e le sue tradizioni, è considerata essere la più slesiana delle città tedesche. Sede di una diocesi cattolica, Görlitz si fregia del titolo di "Grande città circondariale" (Große Kreisstadt).

## Geografia fisica
Sorge sulle rive del fiume Neiße, ai confini con la Polonia e la Repubblica Ceca, di fronte alla città polacca di Zgorzelec. Appartenente al distretto governativo di Dresda, è capoluogo del circondario (Landkreis) omonimo. Si trova nella parte tedesca dell'antica regione geografica dell'Alta Lusazia.

## Etimologia
Il nome di Görlitz deriva dalla parola slava terra bruciata, in riferimento all'antica usanza delle popolazioni locali che bruciavano i terreni per renderli fertili e coltivabili.

## Storia
Görlitz venne fondata da popolazioni sorabe, che chiamarono il villaggio Gorelic, e, sotto la guida di Boleslao I, fu occupata dalle truppe del regno di Polonia. Dopo la morte del re polacco venne conquistata dalla Marca di Brandeburgo e in seguito dai Boemi. In un documento siglato, nel 1071 da Enrico IV di Franconia Goreliz diveniva possesso dei vescovi di Meissen. Nel 1352, sotto il regno di Casimiro il Grande, alcuni suoi abitanti si trasferirono in Polonia e lì fondarono la città di Gorlice. A Goerlitz nacque, intorno al 1556, il musicista Johannes Nucius. Ha fatto parte, dal 1346 al 1815 della Lega delle Sei Città dell'Alta Lusazia. Dopo il congresso di Vienna, la città passò dal regno di Sassonia a quello di Prussia.
Nel 1945, a causa del trattato Oder-Neiße, la città è stata divisa in due, e la parte della città sulla riva orientale del fiume Neiße è divenuta territorio polacco con il nome di Zgorzelec. Non avendo subito gravi distruzioni durante il secondo conflitto mondiale, durante il quale ha ospitato il lager per prigionieri di guerra Stalag VIII-A, ha conservato numerosi edifici storici, uno dei quali risalente al XIII secolo. Ai tempi della Repubblica Democratica Tedesca (1949-1990), la città fu parte del Bezirk Dresden. Il suo centro storico, restaurato dopo la riunificazione del paese, è considerato tra i più belli e meglio conservati di tutta la Germania. Dal 2004 è di nuovo possibile raggiungere la parte polacca con un ponte pedonale. Dal 1972 è sede vescovile.

## Monumenti e luoghi d'interesse

### Architetture religiose
- Frauenkirche, chiesa tardogotica risalente al XV secolo, oggi chiesa evangelica
- St. Peter und Paul Kirche (chiesa dei Santi Pietro e Paolo), risalente al 1230, venne ricostruita in stile tardogotico fra il 1425 ed il 1497; originariamente cattolica, oggi è edificio di culto evangelico
- Kathedrale St. Jakobus (Cattedrale di San Giacomo), è la cattedrale cattolica della città, costruita fra il 1898 ed il 1900, anno della su consacrazione. Si tratta di una chiesa a sala (Hallenkirche) a tre navate, costruita in laterizio in stile neogotico, con una torre campanaria alta 68 m
- Chiesa della Santa Croce

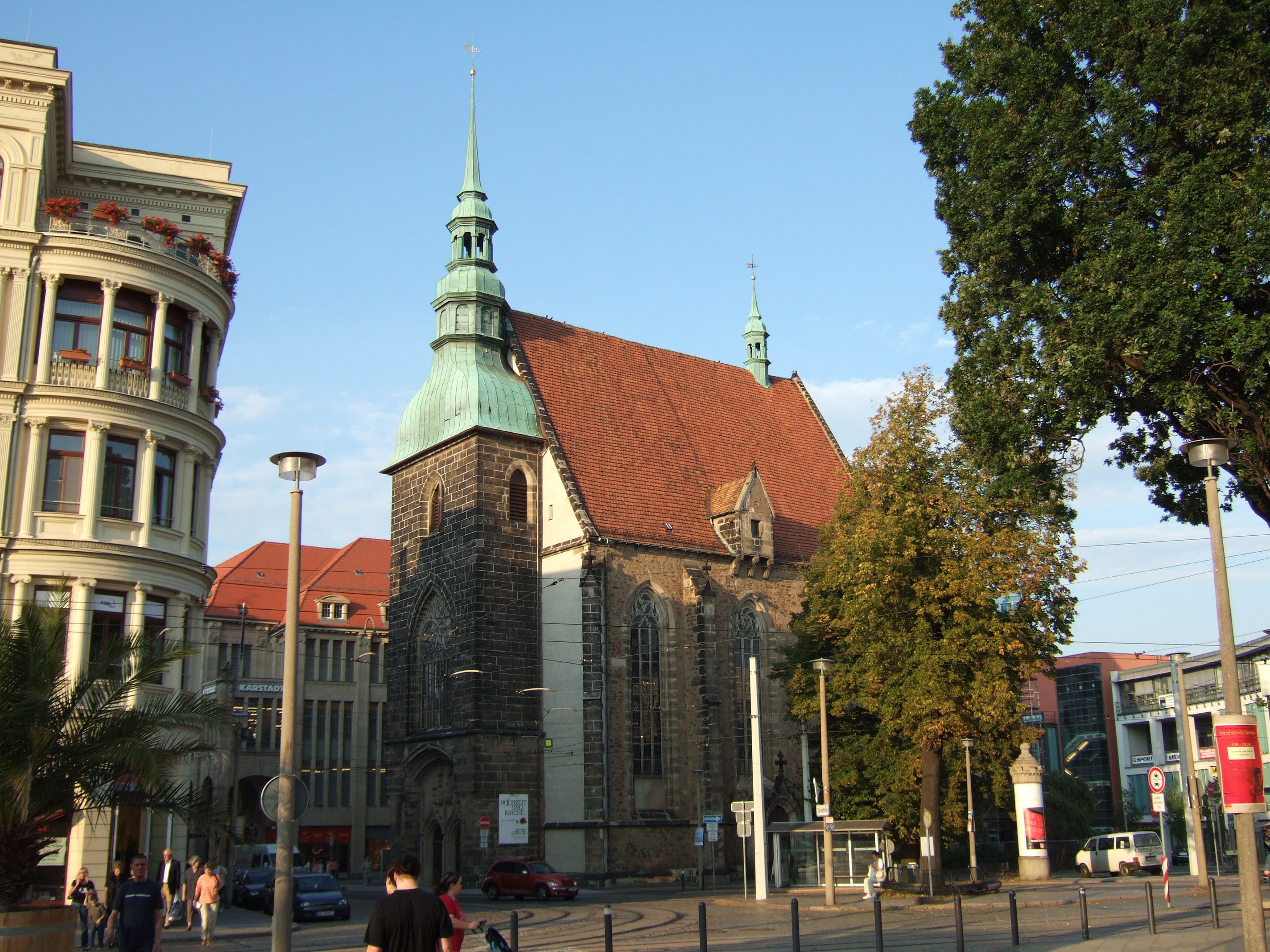
Frauenkirche
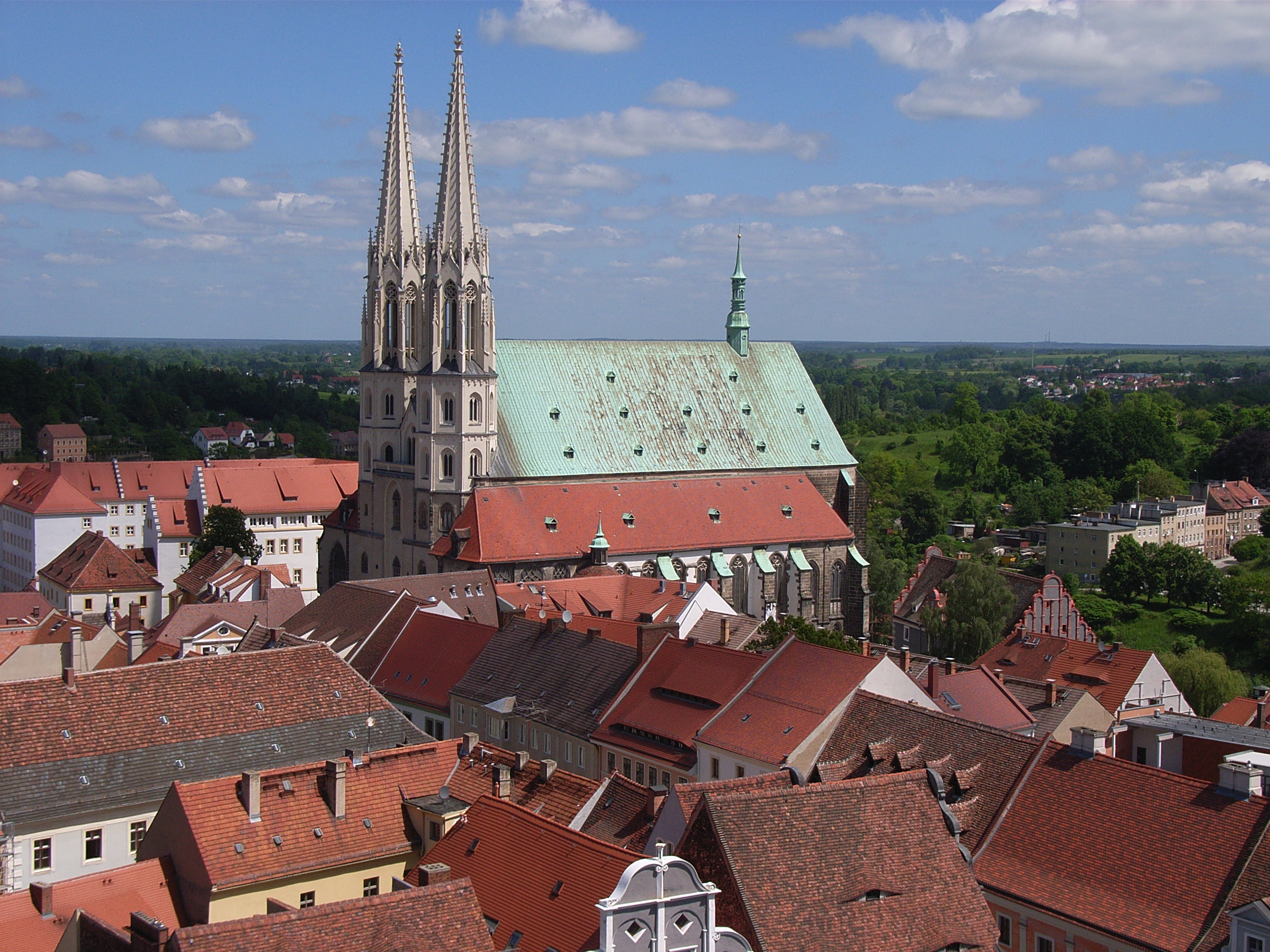
St. Peter und Paul Kirche (vista dalla Torre del Municipio)
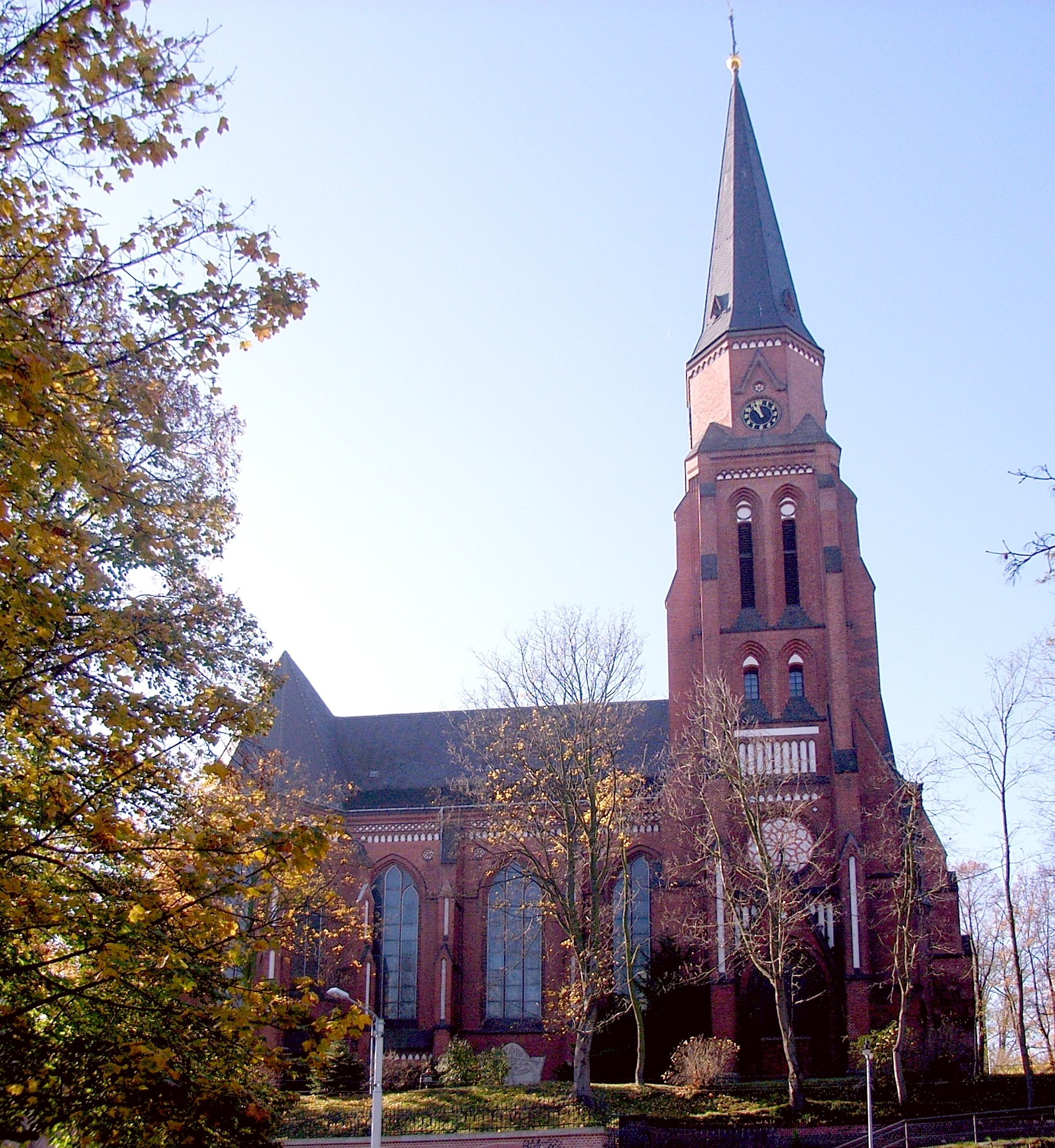
Kathedrale St. Jakobus

### Architetture civili
- Waidhaus, il più antico edificio civile di Görlitz
- Finstertor, detta anche "Porta dei poveri peccatori", antica porta della città
- Frauenturm (Torre delle donne, già Dicker Turm), antica torre difensiva alta 46 m risalente al XIII secolo
- Statdtmauer (Mura della città), cinta muraria della vecchia Görlitz, con 32 fortificazioni quali il Kaisertrutz
- Altes Rathaus (Vecchio Municipio), palazzo municipale risalente al 1369

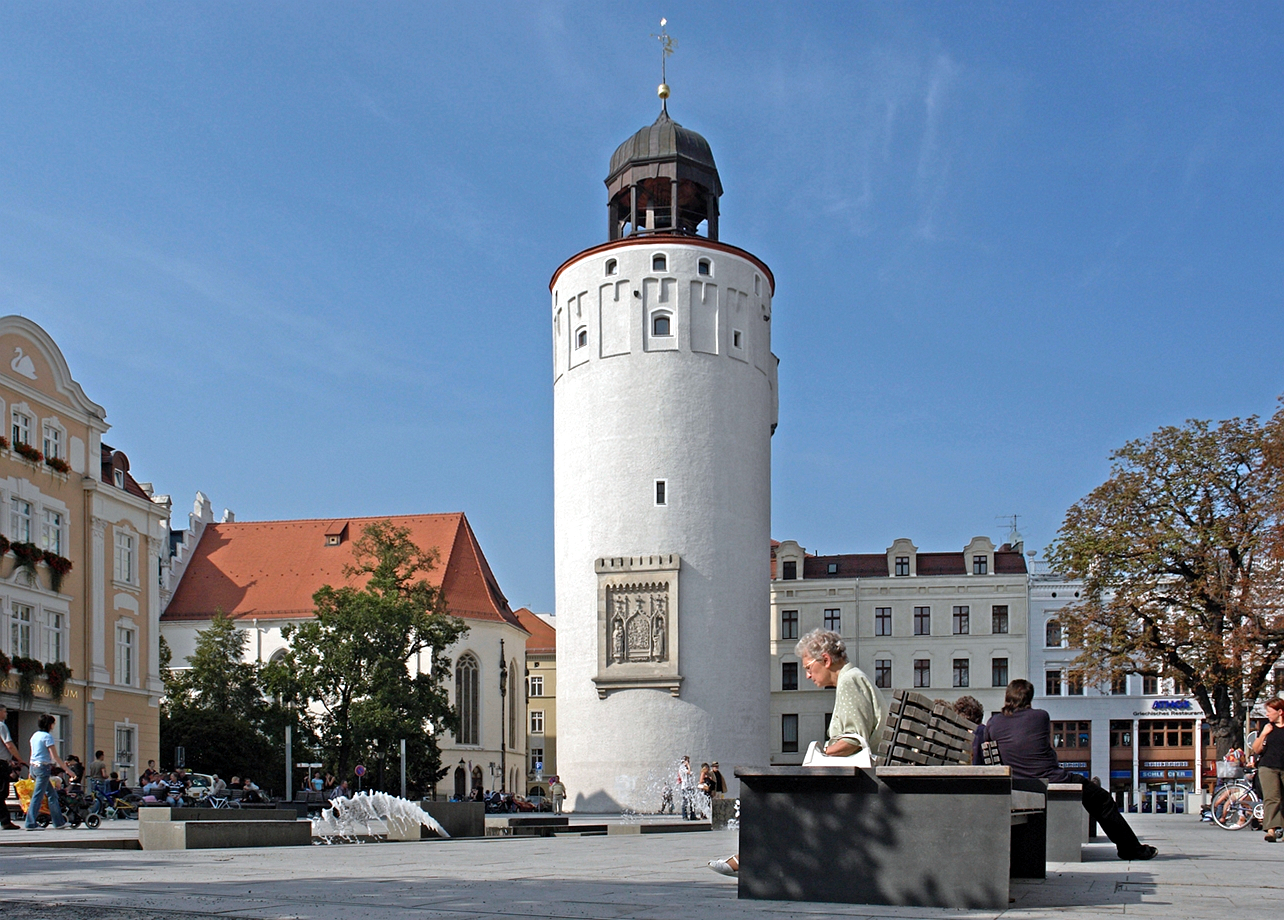
Frauenturm
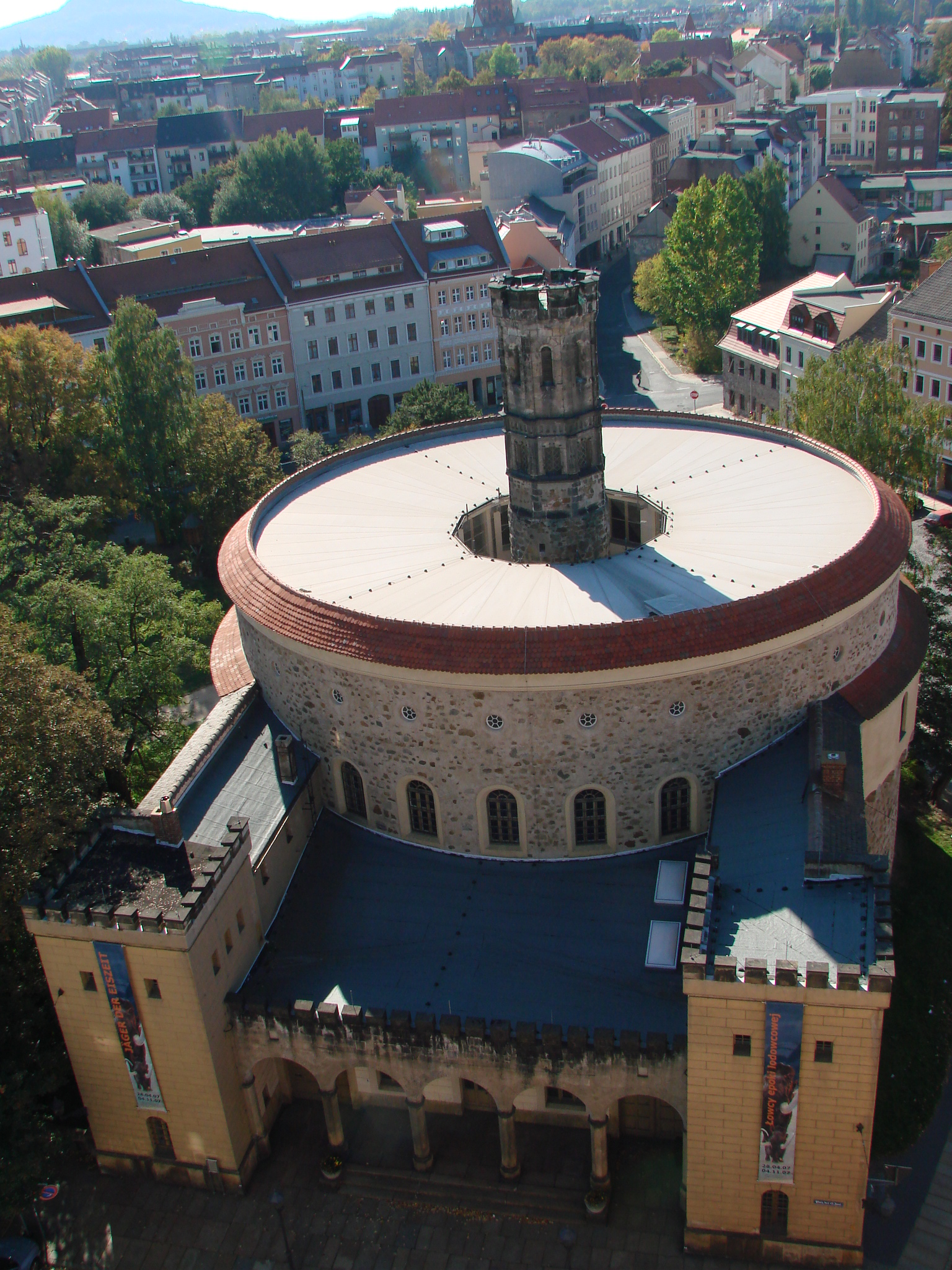
Kaisertrutz
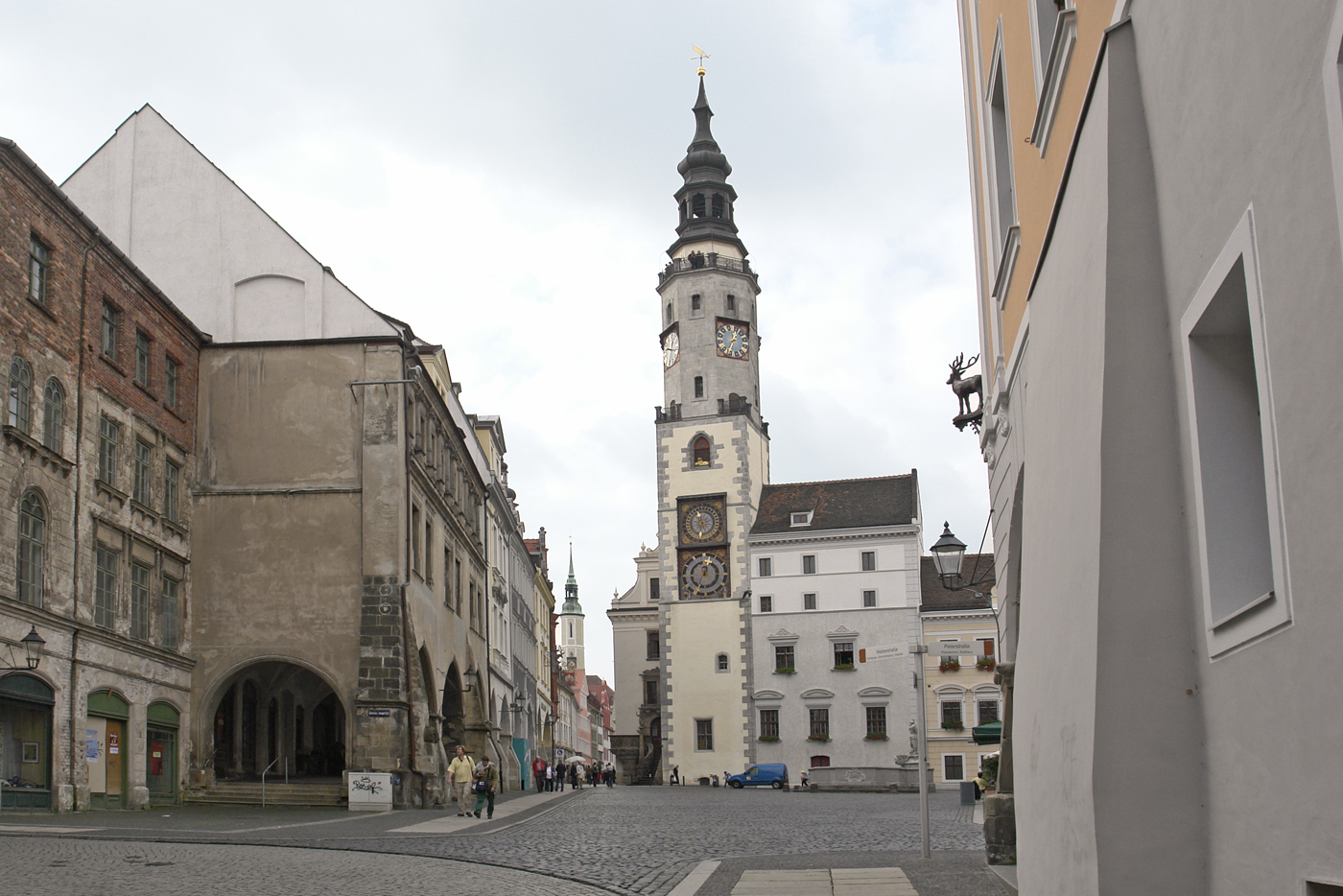
Altes Rathaus

## Società

### Evoluzione demografica
Abitanti

## Cultura

### Musei e biblioteche
- Biblioteca delle Scienze dell'Alta Lusazia
- Museo di storia naturale di Görlitz

### Cinema
- Görlitz è stata lo scenario del film Orgoglio della nazione, proiettato all'interno del film di Quentin Tarantino Bastardi senza gloria. Il film, diretto da Eli Roth, racconta delle imprese del cecchino Frederick Zoller, che, arroccato su una torre in una città italiana, fa strage di soldati alleati.
- La cittadina ha fatto inoltre da scenografia per molte scene di alcuni film, fra cui nel 2014 Grand Budapest Hotel diretto da Wes Anderson. Per questo motivo viene soprannominata "Görliwood":

## Amministrazione

### Gemellaggi
- Amiens, dal 1971
- Molfetta, dal 1971
- Zgorzelec, dal 1980
- Nový Jičín, dal 1981
- Wiesbaden, dal 1990
- Naoussa, dal 2014